# Campeonato Europeu de Futebol Sub-21 de 2011
O Campeonato Europeu de Futebol Sub-21 de 2011 foi a 18ª edição do Campeonato Europeu de Futebol Sub-21. Em Dezembro de 2008 foi anunciada a Dinamarca como país anfitrião da fase final do torneio.

## Qualificação
O sorteio dos jogos de qualificação foi realizado em 4 de Fevereiro de 2009. A Dinamarca qualificar-se-à automaticamente como país anfitrião. As restantes 52 federações foram sorteados em dez grupos (oito grupos de cinco equipas e dois grupos de seis). Os jogos de qualificação terão início na última semana de Março de 2009 até Setembro de 2010.

### Grupos de qualificação
| Grupo 1                                             | Grupo 2                                       | Grupo 3                                                      | Grupo 4                                               | Grupo 5                                                |
| --------------------------------------------------- | --------------------------------------------- | ------------------------------------------------------------ | ----------------------------------------------------- | ------------------------------------------------------ |
| Rússia Romênia Moldávia Letónia Ilhas Faroé Andorra | Turquia Suíça Armênia Irlanda Geórgia Estónia | Itália País de Gales Hungria Bósnia e Herzegovina Luxemburgo | Espanha Finlândia Países Baixos Polónia Liechtenstein | Alemanha Tchéquia Irlanda do Norte Islândia San Marino |

| Grupo 6                                       | Grupo 7                                  | Grupo 8                                | Grupo 9                                                | Grupo 10                                        |
| --------------------------------------------- | ---------------------------------------- | -------------------------------------- | ------------------------------------------------------ | ----------------------------------------------- |
| Israel Suécia Bulgária Montenegro Cazaquistão | Sérvia Croácia Noruega Eslováquia Chipre | França Ucrânia Bélgica Eslovênia Malta | Inglaterra Portugal Grécia Macedônia do Norte Lituânia | Áustria Bielorrússia Escócia Albânia Azerbaijão |

#### Seleções qualificadas
- Bielorrússia
- Tchéquia
- Dinamarca (País sede)
- Inglaterra
- Islândia
- Espanha
- Suíça
- Ucrânia

## Sedes
As cidades sedes para o campeonato estão todas localizadas na província de Jutlândia, são elas: Aarhus, Aalborg, Herning e Viborg.
| Aarhus                        | Aalborg                          | Herning                     | Viborg                            |
| ----------------------------- | -------------------------------- | --------------------------- | --------------------------------- |
| Aarhus Stadion                | Aalborg Stadion                  | Herning Stadium             | Viborg Stadion                    |
| 56° 07′ 55″ N, 10° 11′ 47″ L  | 57° 03′ 05,4″ N, 9° 53′ 56,76″ L | 56° 07′ 01″ N, 8° 57′ 06″ L | 56° 27′ 21,23″ N, 9° 24′ 07,43″ L |
| Capacidade: 20,000            | Capacidade: 10,500               | Capacidade: 9,600           | Capacidade: 9,566                 |
|                               |                                  |                             |                                   |
| Aarhus Aalborg Herning Viborg |                                  |                             |                                   |

## Formato
A fase final do torneio consiste em dois grupos de quatro times, com os dois melhores de cada grupo avançando para as semifinais, quando se torna o formato "mata-mata".
Serão aceitos inscrições de jogadores nascidos em ou depois de 1º de Janeiro de 1988.

## Sorteio
O sorteio final ocorreu em 9 de novembro de 2010 no Aalborg Congress & Culture Centre em Alborg.
| Pote 1                 | Pote 2               | Pote 3                                        |
| ---------------------- | -------------------- | --------------------------------------------- |
| - Dinamarca - Tchéquia | - Espanha - Islândia | - Inglaterra - Suíça - Bielorrússia - Ucrânia |

## Fase de grupos
Todos os horários em UTC+2.

### Grupo A
| Equipe       | Pts | J | V | E | D | GP | GC | SG |
| ------------ | --- | - | - | - | - | -- | -- | -- |
| Suíça        | 9   | 3 | 3 | 0 | 0 | 6  | 0  | +6 |
| Bielorrússia | 3   | 3 | 1 | 0 | 2 | 3  | 5  | –2 |
| Islândia     | 3   | 3 | 1 | 0 | 2 | 3  | 5  | –2 |
| Dinamarca    | 3   | 3 | 1 | 0 | 2 | 3  | 5  | –2 |

| 11 de junho | Bielorrússia                      | 2 – 0     | Islândia | Aarhus Stadion, Aarhus                         |
| 18:00       | Varankow 77' (pen.) · Skavysh 87' | Relatório |          | Público: 2 815 Árbitro: MKD Aleksandar Stavrev |

| 11 de junho | Dinamarca | 0 – 1     | Suíça       | Aalborg Stadion, Aalborg                         |
| 20:45       |           | Relatório | Shaqiri 48' | Público: 9 678 Árbitro: AUT Robert Schörgenhofer |

| 14 de junho | Suíça                  | 2 – 0     | Islândia | Aalborg Stadion, Aalborg                     |
| 18:00       | Frei 1' · Emeghara 40' | Relatório |          | Público: 1 903 Árbitro: CRO Marijo Strahonja |

| 14 de junho | Dinamarca                   | 2 – 1     | Bielorrússia | Aarhus Stadion, Aarhus                         |
| 20:45       | Eriksen 22' · Jørgensen 71' | Relatório | Baha 20'     | Público: 18 152 Árbitro: ITA Paolo Tagliavento |

| 18 de junho | Islândia                                           | 3 – 1     | Dinamarca  | Aalborg Stadion, Aalborg                  |
| 20:45       | Sigþórsson 58' · Bjarnason 60' · Valgarðsson 90+2' | Relatório | Kadrii 81' | Público: 9 308 Árbitro: SRB Milorad Mažić |

| 18 de junho | Suíça                                    | 3 – 0     | Bielorrússia | Aarhus Stadion, Aarhus                           |
| 20:45       | Mehmedi 6', 43' (pen.) · Feltscher 90+3' | Relatório |              | Público: 1 604 Árbitro: SWE Markus Strömbergsson |

### Grupo B
| Equipe     | Pts | J | V | E | D | GP | GC | SG |
| ---------- | --- | - | - | - | - | -- | -- | -- |
| Espanha    | 7   | 3 | 2 | 1 | 0 | 6  | 1  | +5 |
| Tchéquia   | 6   | 3 | 2 | 0 | 1 | 4  | 4  | 0  |
| Inglaterra | 2   | 3 | 0 | 2 | 1 | 2  | 3  | –1 |
| Ucrânia    | 1   | 3 | 0 | 1 | 2 | 1  | 5  | –4 |

| 12 de junho | Tchéquia        | 2 – 1     | Ucrânia   | Viborg Stadion, Viborg                    |
| 18:00       | Dočkal 49', 56' | Relatório | Bilyi 87' | Público: 4 251 Árbitro: SRB Milorad Mažić |

| 12 de junho | Espanha     | 1 – 1     | Inglaterra  | Herning Stadium, Herning                         |
| 20:45       | Herrera 14' | Relatório | Welbeck 88' | Público: 8 046 Árbitro: SWE Markus Strömbergsson |

| 15 de junho | Tchéquia | 0 – 2     | Espanha         | Viborg Stadion, Viborg                           |
| 18:00       |          | Relatório | Adrián 27', 47' | Público: 4 662 Árbitro: AUT Robert Schörgenhofer |

| 15 de junho | Ucrânia | 0 – 0     | Inglaterra | Herning Stadium, Herning                       |
| 20:45       |         | Relatório |            | Público: 3 495 Árbitro: MKD Aleksandar Stavrev |

| 19 de junho | Inglaterra  | 1 – 2     | Tchéquia                      | Viborg Stadion, Viborg                        |
| 20:45       | Welbeck 76' | Relatório | Chramosta 89' · Pekhart 90+4' | Público: 5 262 Árbitro: ITA Paolo Tagliavento |

| 19 de junho | Ucrânia | 0 – 3     | Espanha                           | Herning Stadium, Herning                     |
| 20:45       |         | Relatório | Mata 10', 72' (pen.) · Adrián 27' | Público: 3 302 Árbitro: CRO Marijo Strahonja |

## Fase Final
|  | Semifinais            | Semifinais           |   |                       | Final                 | Final |  |
|  |                       |                      |   |                       |                       |       |  |
|  | 22 de junho – Herning |                      |   |                       |                       |       |  |
|  | Suíça (pro)           | 1                    |   |                       |                       |       |  |
|  | Tchéquia              | 0                    |   |                       |                       |       |  |
|  |                       |                      |   |                       |                       |       |  |
|  |                       |                      |   |                       | 25 de junho – Aarhus  |       |  |
|  |                       |                      |   |                       | Suíça                 | 0     |  |
|  |                       | Espanha              | 2 |                       |                       |       |  |
|  |                       |                      |   |                       |                       |       |  |
|  |                       |                      |   |                       |                       |       |  |
|  |                       |                      |   |                       | Terceiro lugar        |       |  |
|  | 22 de junho – Viborg  | 22 de junho – Viborg |   | 25 de junho – Aalborg | 25 de junho – Aalborg |       |  |
|  | Espanha (pro)         | 3                    |   | Tchéquia              | 0                     |       |  |
|  | Bielorrússia          | 1                    |   |                       | Bielorrússia          | 1     |  |

### Semifinais
| 22 de junho | Espanha                         | 3 – 1 (pro) | Bielorrússia | Viborg Stadion, Viborg                           |
| 18:00       | Adrián 89', 105' · Jeffrén 113' | Relatório   | Varankow 38' | Público: 7 521 Árbitro: SWE Markus Strömbergsson |

| 22 de junho | Suíça        | 1 – 0 (pro) | Tchéquia | Herning Stadium, Herning                         |
| 21:00       | Mehmedi 114' | Relatório   |          | Público: 5 038 Árbitro: AUT Robert Schörgenhofer |

### Play-off Olímpico
| 25 de junho | Tchéquia | 0 – 1     | Bielorrússia  | Aalborg Stadion, Aalborg                |
| 15:00       |          | Relatório | Filipenko 88' | Público: 870 Árbitro: SRB Milorad Mažić |

### Final
| 25 de junho | Suíça | 0 – 2     | Espanha                  | Aarhus Stadion, Aarhus                         |
| 20:45       |       | Relatório | Herrera 41' · Thiago 81' | Público: 16 110 Árbitro: ITA Paolo Tagliavento |

| Switzerland | Spain |

| GK             | 1  | Yann Sommer (c)     |     |     |
| RB             | 2  | Philippe Koch       |     |     |
| CB             | 15 | Timm Klose          |     |     |
| CB             | 5  | Jonathan Rossini    |     |     |
| LB             | 23 | Gaetano Berardi     | 61' |     |
| DM             | 6  | Fabian Lustenberger | 16' |     |
| RM             | 10 | Xherdan Shaqiri     |     |     |
| CM             | 14 | Granit Xhaka        |     | 67' |
| CM             | 9  | Fabian Frei         |     | 54' |
| LM             | 7  | Innocent Emeghara   |     | 53' |
| CF             | 11 | Admir Mehmedi       |     |     |
| Substitutos:   |    |                     |     |     |
| FW             | 19 | Mario Gavranović    |     | 53' |
| MF             | 18 | Amir Abrashi        |     | 54' |
| MF             | 4  | Pajtim Kasami       |     | 67' |
| Treinador:     |    |                     |     |     |
| Pierluigi Tami |    |                     |     |     |

| GK           | 13 | David de Gea      | 90+4' |     |
| RB           | 12 | Martín Montoya    |       |     |
| CB           | 20 | Alberto Botía     |       |     |
| CB           | 3  | Álvaro Domínguez  |       |     |
| LB           | 17 | Dídac Vilà        |       |     |
| DM           | 4  | Javi Martínez (c) | 77'   |     |
| RM           | 10 | Juan Mata         |       |     |
| CM           | 19 | Thiago Alcântara  |       |     |
| CM           | 18 | Ander Herrera     |       | 90' |
| LM           | 22 | Iker Muniain      |       | 85' |
| CF           | 7  | Adrián López      |       | 80' |
| Substitutos: |    |                   |       |     |
| FW           | 6  | Jeffrén Suárez    |       | 80' |
| MF           | 8  | Daniel Parejo     |       | 85' |
| MF           | 11 | Diego Capel       |       | 90' |
| Treinador:   |    |                   |       |     |
| Luis Milla   |    |                   |       |     |

## Premiação
| Campeonato Europeu de Futebol Sub-21 de 2011 |
| Espanha                                      |
| -------------------------------------------- |
| ESPANHA Campeã (3° título)                   |

| Chuteira de Ouro | Chuteira de Prata | Chuteira de Bronze |
| ---------------- | ----------------- | ------------------ |
| ESP Adrián       | SUI Mehmedi       | ENG Welbeck        |
| Melhor Jogador   |                   |                    |
| ESP Juan Mata    |                   |                    |